# خوزه آنتونیو (بازیکن فوتبال، زاده ۱۹۸۱)
خوزه آنتونیو (انگلیسی: José Antonio؛ زادهٔ ۱۵ فوریهٔ ۱۹۸۱) بازیکن فوتبال اهل اسپانیا است.
از باشگاه‌هایی که در آن بازی کرده‌است می‌توان به باشگاه فوتبال الچه و باشگاه فوتبال لاس پالماس اشاره کرد.
وی همچنین در تیم‌های ملی فوتبال زیر ۱۶ سال اسپانیا، زیر ۱۷ سال اسپانیا، زیر ۱۸ سال اسپانیا، و زیر ۲۰ سال اسپانیا بازی کرده‌است.